# 孙汉韶
孙汉韶（884年—955年8月30日），字享天，五代十国时晋国将领李存进（本名孙重进）长子。最初效力晋国后身后唐，后效力后蜀。

## 生平
在父亲孙重进成为唐末河东节度使晋王李克用养子而改名李存进后，孙汉韶也改姓李。他幼年有器局，风仪峻整，李存进尤其喜爱他，推荐给李克用，李克用录用他充随使军将。天祐初年，转充定海军副兵马使。

### 效力后唐

#### 庄宗年间
天祐四年（907年）春，李汉韶被署为定安（一作安定）军使，墨制授银青光禄大夫、检校国子祭酒兼御史中丞、上柱国。李克用死后，子李存勗继位。十年（913年），李汉韶转五院第五院军使。十四年（917年）以功升第二院兼都知兵马使，加检校左散骑常侍兼御史大夫。十五年（918年），迁河东牢城指挥使，授金紫光禄大夫、检校兵部尚书。
天祐十九年（922年），李汉韶父李存进在讨伐叛将张处球时阵亡。
同光元年（923年），李存勗建立后唐，灭后梁。时孟知祥权知太原军府事，正逢契丹侵前晋北境。孟知祥上表令李汉韶率师进讨，庄宗知其可用，委以军事，于是大破契丹，以功加检校右仆射。三年（925年）十二月，授检校尚书、右仆射、守蔡州刺史。

#### 明宗年间
天成初年，李汉韶復姓孙。二年（927年）八月，加竭忠建策兴复功臣，超授检校司空，仍守蔡州刺史。三年（928年）三月除授检校司徒，充彰国军节度观风留后，封乐安县开国男，食邑三百户。四年（929年）三月，后唐明宗因家乡在彰国军，追封祖宗，孙汉韶奉诏修庙，得累加光禄大夫、检校太保，仍充彰国军留后。四月，因丧母回太原，哀毁过礼，虽然后来起复，但仍披縗麻。
长兴二年（931年）秋，孙汉韶服丧期满入朝，受任充西面行营步军都指挥使。三年（932年）正月，仍除授检校太保，遥授昭武军节度使（在已背叛朝廷的时任西川节度使孟知祥控制下），充西面行营副部署兼步军都指挥使，受命参与讨伐东川节度使董璋，并迁封开国子，加食邑二百户。八月，兼西面行营招讨使。四年（933年）六月，移授武定军节度使兼西面诸州本城屯驻马步军副都部署，封开国伯，加食邑二百户，改赐耀忠匡定保节功臣。

#### 闵帝年间
后唐闵帝嗣位，应顺元年（934年）正月，转孙汉韶检校太傅，迁封开国侯，加食邑三百。又加孙汉韶特进，孙汉韶因该官职犯其父名讳，上表辞让，改检校左仆射。诏书称：“改会稽之字，抑有前闻；换瑰宝之文，非无故事（举的都是避父讳的例子）。”同月，孙汉韶上言于雒谷路造仓舍。

### 效力后蜀

#### 高祖年间
闵帝義兄凤翔节度使潞王李从珂起兵反抗朝廷，三月，孙汉韶与山南西道节度使张虔钊、护国节度使安彦威、彰义节度使张从宾、静难军节度使康福等各率本部兵在岐山下会合朝廷军队。孙汉韶到山南西道军部兴元，与张虔钊同议进兵，并上奏此事。张虔钊留孙汉韶守兴元。后来朝廷西征凤翔的军队除张虔钊、孙汉韶的军队外都叛变了，四月，二人各自逃归本镇。
不久，李从珂夺取皇位，张虔钊、孙汉韶闻讯心不自安。张虔钊以治所归附当时已为后蜀皇帝的孟知祥，孙汉韶因而与后唐道路阻隔，也以本镇归附孟知祥。孟知祥派右匡圣马步都指挥使、宁江军节度使张知业率兵一万屯大漫天相迎。五月，孙汉韶、张虔钊举族迁往后蜀都城成都，孟知祥因他是故人，尤其善待。孙汉韶与孟知祥叙说当初在太原的旧事，及导致庄宗丧生的邺都兵变，面对面感泣。孟知祥说：“丰沛故人（指汉高祖回乡遇故人之典），相遇于此，何乐如之！”于是赐第宅金帛，供帐什物都由官府供应。七月，下诏赐孙汉韶为安时顺国全节功臣，仍光禄大夫、检校太傅，封开国公，加食邑五百户，署为永平军节度使。
因孙汉韶归蜀，其弟东面马步都指挥使孙汉殷（史书因避讳作孙汉英）、孙汉筠受到牵连，长期不得调任。

#### 后主年间
孟昶嗣位后，明德二年（935年）正月，加孙汉韶开府仪同三司、同平章事，加食邑五百户，改赐匡国奉圣協力功臣。三年（936年），入为匡圣马步都指挥使。四年（937年）三月，充右匡圣马步都指挥使。广政元年（938年）正月，除授昭武军节度使，加食邑五百户，食实封一百户。二年（939年）二月，后主将妹妹兰英长公主嫁给孙汉韶长子孙晏琮。七月，转授孙汉韶山南西道节度使。四年（941年），任满回朝。七年（944年），加检校太尉兼中书令，增食邑五百户，食实封一百户。六月，再授山南西道节度使。
广政十年（947年）三月，时值辽灭后晋、治所在秦州的晋雄武军节度使何重建归附后蜀，凤州防御使石奉頵坚守，不接纳后蜀使者。翰林承旨李昊对枢密使王处回说：“敌（后晋余部）复据固镇，则兴州道路断绝，不复能救秦州了。请遣山南西道节度使孙汉韶率兵急攻凤州。”孟昶命孙汉韶去凤州行营。孙汉韶率兵二万攻凤州，屯于固镇，分兵扼守散关以绝援军道路。石奉頵投降，后蜀达到前蜀疆域，孙汉韶有功。孟昶派孙汉韶入凤州宣慰，号令严肃，秋毫无犯。孙汉韶驻扎数日后回去了。七月，转授武信军节度使。次年卸任。不久获授左匡圣马步都指挥使。
七月，时任右匡圣马步都指挥使孙汉韶与司空兼中书侍郎、同平章事张业（即张知业，避讳孟知祥改名）有隙，密告张业及其子检校左仆射张继昭谋反。李昊与奉圣控鹤马步都指挥使安思谦也说张业谋反。孟昶趁张业入朝，命壮士在都堂击杀之，下诏暴其罪恶，抄没其全部家产。
广政十三年（950年）正月，孙汉韶奏请为孟昶上徽号。册礼后，孙汉韶获加守太保，改赐匡时翊圣推忠保大功臣。十四年（951年）正月，转充捧圣控鹤都指挥使。同年，因当初夺取凤州之功，加检校太师、雄武军节度使。
广政十七年（954年）三月，孙汉韶因病请求解除兵权，加武信军节度使，赐爵乐安郡王，罢军职，加守太傅，仍兼中书令。后不久，获赐抬肩舆入见。次年八月，卒于成都县武檐坊私宅。孟昶闻讯哭泣，辍朝七日，赐使持节行礼，追赠太尉、梁州牧，谥忠简。十二月，以本官仪卫葬于华阳县升仙乡贸仙里原。

## 家族
孙汉韶的高祖父为振武节度都押衙、银青光禄大夫、检校右散骑常侍、兼御史大夫孙巖，曾祖父为云州别驾、金紫光禄大夫、守胜州刺史、检校刑部尚书兼御史大夫、柱国孙勤，祖父岚州刺史、振武节度都押衙左校练使、银青光禄大夫、检校左散骑常侍兼御史大夫、上柱国、赠司徒孙昉（《旧五代史·李存进传》作孙牷）。嫡母彭城刘氏，未详是否孙汉韶生母。
孙汉韶妻为赠谯国夫人李氏，先其去世。子女六人：
1. 孙晏琮，银青光禄大夫、检校司空、守右威卫大将军、守眉州刺史兼御史大夫、驸马都尉
2. 孙晏琦，充东头供奉官
3. 孙晏珍，充东头供奉官
4. 孙晏珪，孙汉韶去世时未仕官
5. 孙晏玫，孙汉韶去世时未仕官
6. 孙氏，嫁武定军节度使吕彦琦次子西头供奉官吕宗X（墓志阙字）[3]

## 墓葬

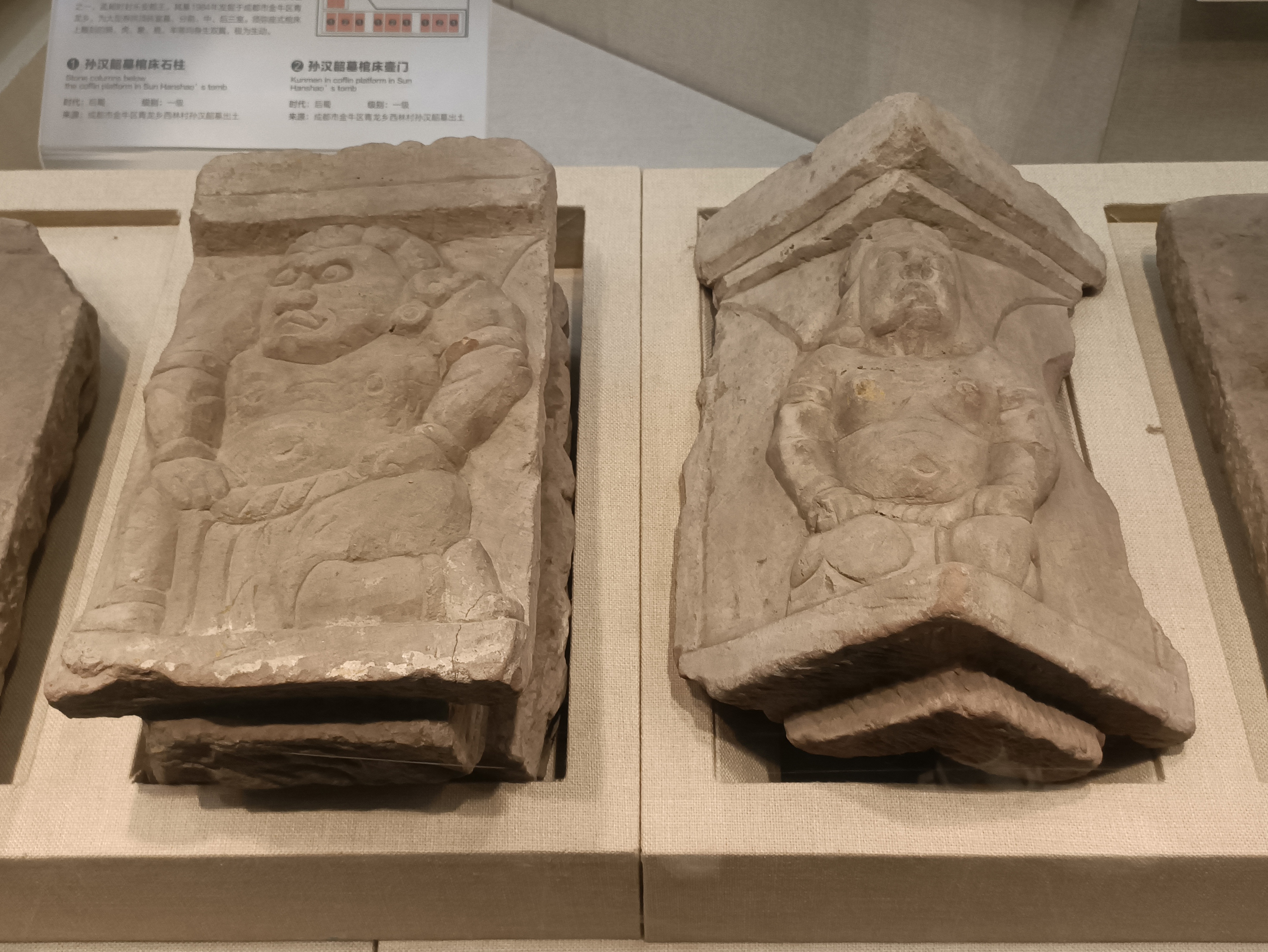
孙汉韶墓棺床石柱，成都永陵博物馆藏

孙汉韶墓位于成都市城北驷马桥以北约1.5公里，西北距凤凰山园林3公里，北邻川陕公路。1984年3月，四川省商业厅基建安装公司在成都市金牛区青龙乡西林村发现孙汉韶墓葬。6月下旬，市文物管理处完成墓葬清理。该墓曾被盗，随葬器物很少保存完整，陶器仅40%左右可修复，但墓志基本保存完好。
墓志盖篆书《大蜀故守太傅乐安郡王赠太尉梁州牧赐谥忠简孙公内志》，墓志题为《大蜀故匡时翊圣推忠保大功臣、武信军节度、遂合渝泸昌等州管内观风营田处置等使、开府仪同三司、守太傅兼中书令、使持节遂州诸军事、守遂州刺史、上柱国、乐安郡王、食邑三千户、食实封二百户、赠太尉、梁州牧、赐谥忠简孙公内志》，由其门吏前遂合渝泸昌等州管内观风支使、将仕郞兼监按御史、赐绯鱼袋王乂撰写、前摄保胜军团练巡官、将仕郞、试秘书省秘书郎白守谦书写及篆刻。

## 评价
- 《九国志》：孙汉韶忠勇有父风，其持重敦厚又胜过父亲，在历任藩镇上都有政绩。他为自保而投后蜀，为后蜀尽股肱之力，保全富贵，其敦厚诚实为有识者所称道。[2]
- 《十国春秋》论曰：孙汉韶、张虔钊皆后唐忠荩之臣，兵溃来归，一则赐爵安乐，一则忿懑丧躯，成与不成，命也。[5]